# Twee zusjes
Twee zusjes, ook bekend als Op het terras, (Engels: Two Sisters of On the Terrace) is een schilderij van Pierre-Auguste Renoir uit het voorjaar van 1881. Dit werk, dat als een ode aan de jeugd en de lente gezien kan worden, geldt als een van de hoogtepunten binnen zijn oeuvre. De schilder stelde het op de zevende tentoonstelling van de impressionisten in 1882 voor het eerst tentoon. Sinds 1933 maakt het schilderij deel uit van de collectie van het Art Institute of Chicago.

## Voorstelling
Door de opkomst van het openbaar vervoer in de tweede helft van de negentiende eeuw werden verschillende plaatsen langs de Seine in de buurt van Parijs populaire bestemmingen voor zondagse uitstapjes. Een bekend voorbeeld hiervan is het tien kilometer westelijk van Parijs gelegen Chatou. In 1857 had Alphonse Fournaise daar een restaurant geopend waar ook boten verhuurd werden, het Maison Fournaise, dat een ontmoetingsplaats werd voor sportlieden en kunstenaars. Renoir was er regelmatig te gast en legde het restaurant in een aantal schilderijen vast, waaronder Lunch van de roeiers en Twee zusjes. Het smeedijzeren hekwerk van het terras neemt op beide schilderijen een prominente plaats in.
De meisjes op het schilderij zijn waarschijnlijk geen zusjes; de kunsthandelaar Paul Durand-Ruel, tevens de eerste eigenaar, heeft die titel later bedacht. Voor het oudste meisje stond vermoedelijk Jeanne Darlot model, een achttienjarige actrice. Zij draagt een blauw flanellen jurk, die ook op Lunch van de roeiers te herkennen is. De identiteit van het jongste meisje, dat opvallend blauwe ogen heeft, is onbekend gebleven. Tussen de uitbottende bomen en struiken door is op de achtergrond de Seine met enkele boten te zien. Renoirs virtuoze kleurgebruik wordt nog onderstreept door de bloemen op de kleding van de meisjes en de bollen garen links op de voorgrond.

## Herkomst
- 7 juli 1881: Renoir verkoopt het werk aan Durand-Ruel, Parijs voor 1.500 frank.
- 1883: het schilderij is in bezit van de verzamelaar Charles Ephrussi in Parijs.
- 1892: opnieuw in bezit van Durand-Ruel.
- 4 februari 1925: verkocht aan mevrouw Lewis Coburn, geboren Annie Swan, Chicago voor 100.000 Amerikaanse dollar.
- 1933: nagelaten aan het Art Institute.

## Afbeelding

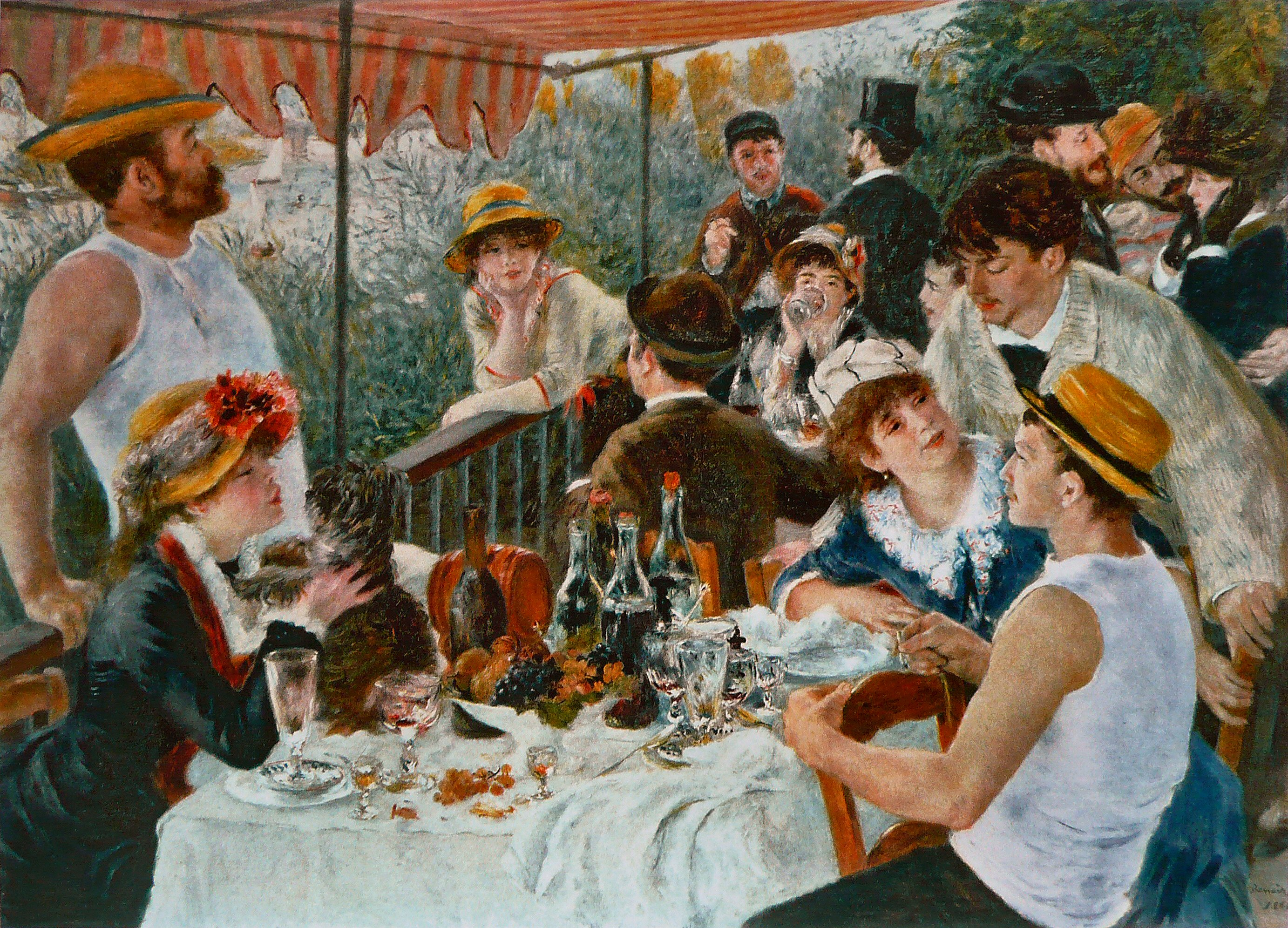
Lunch van de roeiers (1880-81)